# Henrik Moisander
Henrik Moisander (Turku, 29 september 1985) is een Finse voetballer die als doelman speelt.

## Clubcarrière
Nadat Henrik Moisander in de jeugd van het Finse TPS Turku gespeeld had, werd hij tweede keeper in het het eerste elftal, maar gedurende twee seizoenen kwam hij niet tot een debuut. Samen met zijn tweelingbroer, verdediger Niklas Moisander, stapte hij  eind 2003 over naar AFC Ajax. In drie seizoenen speelde hij in Amsterdam echter nooit voor het eerste elftal. In augustus 2006 vertrok Henrik Moisander bij AFC Ajax, om te gaan keepen voor het Zweedse Assyriska Föreningen, waar hij slechts tot één optreden kwam.
In 2007 trok zijn oude ploeg TPS Turku hem aan, de ploeg had een tweede keeper nodig. Ongeveer een jaar nadat hij gecontracteerd was, maakte Henrik Moisander op 25 juni 2008 tegen FC Haka Valkeakoski zijn debuut voor TPS Turku. Na drie wedstrijden in het eerste elftal vertrok Moisander in november 2008 naar VPS Vaasa, dat hem voor een klein bedrag overnam. Dit werd uiteindelijk een kort verblijf, hij speelde hier maar acht wedstrijden. Begin 2010 kwam Henrik Moisander terug bij TPS Turku, hier werd hij vaste keeper.
Van 2014 tot 2016 speelde hij voor FC Lahti, waarna hij naar Inter Turku ging.

## Interlandcarrière
Evenals zijn tweelingbroer Niklas heeft Moisander gespeeld voor het Finse voetbalelftal. Onder leiding van bondscoach Mixu Paatelainen maakte hij zijn debuut op 22 januari 2015 in de vriendschappelijke wedstrijd tegen Jemen (0-0) in Dubai.